# Đơn vị thiên văn
Đơn vị thiên văn (ký hiệu: au hoặc ua) là một đơn vị đo chiều dài, xấp xỉ bằng khoảng cách từ Trái Đất đến Mặt Trời. Tuy nhiên, bởi vì khoảng cách này thay đổi khi Trái Đất quay quanh Mặt Trời, từ khoảng cách lớn nhất (điểm viễn nhật) đến khoảng cách nhỏ nhất (điểm cận nhật) và quay trở lại trong chu kỳ một năm. Ban đầu đơn vị thiên văn được xác định bằng trung bình giữa khoảng cách theo vị trí cận nhật và viễn nhật của Trái Đất, cho tới nay nó được định nghĩa chính xác bằng 149597870700 mét (khoảng 150 triệu kilômét, hay 93 triệu dặm). Đơn vị thiên văn được sử dụng do nó là đơn vị đo thuận tiện sử dụng chủ yếu trong phạm vi hệ Mặt Trời hoặc xung quanh các ngôi sao khác. Tuy thế, nó cũng là một thành phần cơ bản trong định nghĩa của đơn vị độ dài thiên văn khác, đơn vị parsec.

## Sử dụng ký hiệu
Đơn vị thiên văn đã từng có nhiều ký hiệu và cách viết tắt được sử dụng. Trong quyết định năm 1976, hiệp hội Thiên văn học quốc tế (IAU) đã sử dụng ký hiệu A cho đơn vị thiên văn. Trong các xuất bản phẩm về thiên văn học, ký hiệu AU đã từng và vẫn còn được sử dụng phổ biến. Năm 2006, tổ chức Cân đo quốc tế (BIPM) đề nghị sử dụng ua cho đơn vị thiên văn. Trong phụ lục C (mang tính chất cung cấp thông tin) của ISO 80000-3 (2006), hiệu đơn vị thiên văn là "ua". Năm 2012, tổ chức IAU, chú ý tới "nhiều ký hiệu hiện nay đang được sử dụng cho đơn vị thiên văn", khuyến nghị sử dụng chung một ký hiệu là "au". Trong bản sửa đổi năm 2014 của hệ SI, tổ chức BIPM sử dụng ký hiệu "au".

## Quá trình phát triển đơn vị
Quỹ đạo của Trái Đất quanh Mặt Trời là một hình elíp. Bán trục lớn của quỹ đạo elip được xác định bằng một nửa đoạn thẳng trục lớn nối hai điểm cận nhật và viễn nhật. Mặt Trời nằm trên đoạn thẳng này, nhưng không nằm ở trung điểm của nó. Bởi vì elip là một hình xác định một cách tường minh, việc biết được các điểm nằm trên nó cho phép xác định chính xác hình dạng toán học của quỹ đạo elip, từ đó có thể tính toán ra quỹ đạo cũng như dự đoán cho các quan sát trong tương lai. Thêm vào đó, khoảng cách lớn nhất trong một năm Trái Đất quay quanh Mặt Trời (điểm viễn nhật) sẽ biết được, cho phép xác định được thời điểm và vị trí để quan sát thị sai (sự dịch chuyển vị trí biểu kiến của vật thể trên bầu trời) cực đại đối với các ngôi sao ở gần. Biết được chuyển động của Trái Đất và thị sai của một ngôi sao cho phép ước lượng khoảng cách đến ngôi sao đó. Nhưng mọi phép đo đều có sai số và độ bất định, và các độ bất định trong độ dài đơn vị thiên văn chỉ làm tăng độ bất định của khoảng cách đến ngôi sao. Việc nâng cao độ chính xác luôn là một điều quan trọng nhằm nâng cao hiểu biết thiên văn đối với các nhà khoa học. Trong thế kỷ 20, các lần đo đã ngày càng chính xác và phức tạp hơn, và sự phụ thuộc vào độ chính xác trong quan sát thiên văn đối với các hiệu ứng miêu tả bởi thuyết tương đối của Einstein cũng như vào công cụ toán học mà nó sử dụng.
Nâng dần độ chính xác trong đo lường liên tục được kiểm tra và kiểm tra chéo bởi kiến thức của các nhà thiên văn về các định luật của cơ học thiên thể mà chi phối chuyển động của các vật thể trong không gian. Vị trí và khoảng cách dự đoán của vật thể ở một thời điểm nhất định được tính toán (theo AU) từ các định luật này, và được ghi lại thành một tập hợp dữ liệu gọi là lịch thiên văn (ephemeris). Phòng Thí nghiệm Sức đẩy Phản lực (JPL) của NASA cung cấp một số dịch vụ tính toán lịch thiên văn.
Năm 1976, để thiết lập một phép đo chính xác hơn cho đơn vị thiên văn, tổ chức IAU đã chính thức chấp nhận một định nghĩa mới của đơn vị thiên văn. Mặc dù dựa trực tiếp trên những đo lường quan sát chính xác nhất cho đến thời điểm đó, định nghĩa này được viết lại theo các số hạng toán học phù hợp nhất rút ra từ cơ học thiên thể và các dữ liệu hành tinh. Phát biểu của định nghĩa "đơn vị thiên văn là độ dài (A) mà hằng số hấp dẫn Gauss (k) có giá trị 0,01720209895 khi các đơn vị đo lường là đơn vị thiên văn của độ dài, khối lượng và thời gian". Một cách tương đương, theo định nghĩa này, 1 AU là bán kính của quỹ đạo tròn Newton không bị nhiễu loạn của một hạt có khối lượng vô cùng nhỏ với tâm là Mặt Trời, chuyển động với tần số góc bằng 0,01720209895 radian trên một ngày; hoặc một cách khác nó là độ dài mà hằng số hấp dẫn nhật tâm (heliocentric gravitational constant) (tích của GM) bằng (0,01720209895)2 AU3/d2, khi độ dài được sử dụng để miêu tả vị trí của vật thể trong hệ Mặt Trời.
Những cuộc thám hiểm hệ Mặt Trời về sau bằng các tàu thăm dò không gian cho phép thực hiện các phép đo chính xác hơn về vị trí tương đối của các hành tinh bên trong hệ Mặt Trời và những vật thể khác bằng cách sử dụng ra đa và đo lường từ xa (telemetry). Như đối với mọi phép đo bằng ra đa, các phương pháp này dựa trên kết quả đo thời gian mà các photon được phản xạ từ vật thể. Bởi vì mọi photon chuyển động bằng tốc độ ánh sáng trong chân không, một hằng số cơ bản trong vũ trụ, khoảng cách của một vật thể đến tàu không gian sẽ bằng tích của tốc độ ánh sáng và thời gian đo được. Tuy nhiên, để tính toán chính xác cần phải kể tới một số ảnh hưởng như chuyển động của tàu thăm dò và của vật thể trong thời gian các photon truyền đi. Thêm vào, phép đo thời gian cũng phải được quy về một hệ quy chiếu tiêu chuẩn khi tính tới ảnh hưởng của hiệu ứng giãn thời gian tương đối tính (relativistic time dilation). So sánh các vị trí trong lịch thiên văn với kết quả đo thời gian trong hệ thời gian phối hợp động lực khối tâm (Barycentric Dynamical Time, TDB) cho giá trị của tốc độ ánh sáng theo đơn vị thiên văn trên một ngày (của 86400 s). Năm 2009, tổ chức IAU đã cập nhật các phép đo tiêu chuẩn để phản ánh những cải tiến, và tính toán tốc độ ánh sáng bằng 173,1446326847(69) AU/ngày (TDB).
Năm 1983, Ủy ban Quốc tế về Cân đo (CIPM) hiệu chỉnh hệ đo lường SI (hay hệ đo lường "hiện đại") để cho phép định nghĩa mét hoàn toàn độc lập với một thực thể nào đó, bởi vì các phép đo khác đã trở lên quá chính xác để có thể tham chiếu đến thanh mét chuẩn làm bằng platin vẫn còn được sử dụng đến lúc đó. Thay thế cho nó, đơn vị mét được định nghĩa lại theo tốc độ của ánh sáng trong chân không, mà khi cần thiết có thể xác định một cách độc lập. Tốc độ ánh sáng được định nghĩa chính xác bằng c0 = 299792458 m/s, một giá trị số chuẩn cũng được công nhận bởi Tổ chức dịch vụ quốc tế các hệ thống tham chiếu và sự xoay Trái Đất (International Earth Rotation and Reference Systems Service, IERS). Từ định nghĩa này và tiêu chuẩn của 2009, thời gian ánh sáng truyền qua 1 AU bằng τA = 499,0047838061±0,00000001 s, hay hơn 8 phút. Bằng cách nhân ngược lại, ước lượng tốt nhất của IAU 2009 bằng A = c0τA = 149597870700±3 m, dựa trên so sánh lịch thiên văn của JPL và của Viện hàn lâm khoa học Nga IAA–RAS.
Năm 2006, Văn phòng Cân đo Quốc tế BIPM báo cáo một giá trị sử dụng đơn vị thiên văn là 1,49597870691(6)×1011 m. Năm 2014 trong tài liệu sửa đổi SI, BIPM công nhận định nghĩa lại của IAU năm 2012 với giá trị của đơn vị thiên văn bằng 149597870700 m.
Ước lượng trên vẫn được rút ra từ các quan sát và đo đạc thực nghiệm và do vậy chịu ảnh hưởng bởi sai số, và dựa trên những kỹ thuật vẫn chưa chuẩn hóa được mọi hiệu ứng tương đối tính, và do đó không bất biến đối với mọi quan sát viên. Năm 2012, nhận thấy việc kết hợp với thuyết tương đối khiến định nghĩa trở lên quá phức tạp, IAU đã sử dụng định nghĩa đơn giản năm 2009 để xác định lại đơn vị thiên văn như là một đơn vị chiều dài thuận tiện gắn liền trực tiếp với mét (giá trị chính xác bằng 149597870700 m). Định nghĩa mới cũng nhận ra một hệ quả đó là đơn vị thiên văn hiện giờ đóng vai trò ít quan trọng hơn, và nó chỉ được sử dụng giới hạn cho thuận tiện trong một số trường hợp.
| 1 đơn vị thiên văn | = 149597870700 mét (bằng chính xác)                        |
| 1 đơn vị thiên văn | ≈ 92,955807 triệu dặm                                      |
| 1 đơn vị thiên văn | ≈ 499,004 giây ánh sáng                                    |
| 1 đơn vị thiên văn | ≈ 4,8481368 phần triệu (4,8481368×10−6) của 1 parsec       |
| 1 đơn vị thiên văn | ≈ 15,812507 phần triệu (15,812507×10−6) của 1 năm ánh sáng |
Định nghĩa trên đặt tốc độ ánh sáng, được định nghĩa chính xác bằng 299792458 m/s, bằng chính xác 299792458 × 86400 ÷ 149597870700 hay khoảng 173,144632674240 AU/d, nhỏ hơn 60 phần nghìn tỷ giá trị ước lượng năm 2009.

## Sử dụng và mức độ quan trọng
Với các định nghĩa được sử dụng trước năm 2012, đơn vị thiên văn phụ thuộc vào hằng số hấp dẫn nhật tâm, một hằng số bằng tích của hằng số hấp dẫn G và khối lượng Mặt Trời M. Cả G lẫn M không thể đo với độ chính xác cao khi tách biệt nhau, nhưng giá trị tích của chúng thu được rất chính xác từ kết quả quan sát vị trí tương đối của các hành tinh (định luật 3 Kepler biểu diễn theo hằng số hấp dẫn Newton). Chỉ có giá trị của tích được đòi hỏi để tính vị trí của các hành tinh cho một lịch thiên văn, do đó lịch thiên văn được tính theo đơn vị thiên văn và không theo hệ đơn vị SI.
Việc lập lịch thiên văn cũng đòi hỏi phải xét tới ảnh hưởng của các hiệu ứng trong thuyết tương đối rộng. Đặc biệt, khoảng thời gian đo tại bề mặt Trái Đất (thời gian địa cầu, terrestrial time, TT) là không cố định khi so sánh ở những thời điểm khác nhau bởi chuyển động Trái Đất: giây địa cầu (TT) trở lên dài hơn trong mùa đông ở Bán cầu bắc và ngắn hơn trong mùa hè ở Bán cầu nam khi so với "giây hành tinh" (đo quy ước trong hệ thời gian phối hợp động lực khối tâm, TDB). Nguyên nhân do khoảng cách từ Trái Đất đến Mặt Trời không phải là bất biến (nó thay đổi từ 0,9832898912 đến 1,0167103335 AU) và, khi Trái Đất ở gần Mặt Trời hơn (điểm cận nhật), trường hấp dẫn của Mặt Trời mạnh hơn và Trái Đất chuyển động nhanh hơn trên quỹ đạo của nó. Khi mét được xác định theo các số hạng giây và tốc độ ánh sáng là hằng số cho mọi quan sát viên, độ dài mét trên địa cầu sẽ thay đổi độ dài so với "độ dài hành tinh" trên một cơ sở tuần hoàn.
Mét được xác định là đơn vị của độ dài riêng (proper length), nhưng định nghĩa SI không chỉ rõ tenxơ mêtric nào được sử dụng để xác định nó. Quả vậy, Ủy ban Quốc tế về Cân đo (CIPM) lưu ý rằng "định nghĩa chỉ áp dụng cho những khoảng cách đủ nhỏ mà hiệu ứng của trường hấp dẫn không đều có thể bỏ qua được". Như vậy, mét không xác định được chính xác cho những mục đích đo khoảng cách trong phạm vi hệ Mặt Trời. Định nghĩa 1976 cho đơn vị thiên văn là chưa hoàn thiện bởi vì nó không nêu cụ thể thời gian được đo trong hệ quy chiếu nào, nhưng nó mang lại phương thức tính toán lịch thiên văn: một định nghĩa đầy đủ hơn nhất quán với thuyết tương đối rộng đã được đề xuất, và trải qua "tranh cãi phức tạp" cho đến tận tháng 8 năm 2012 khi IAU chấp nhận định nghĩa hiện nay của 1 đơn vị thiên văn = 149597870700 mét.
Đơn vị thiên văn chủ yếu được sử dụng cho các khoảng cách trong phạm vi một hệ sao, kích thước của một đĩa tiền hành tinh hay khoảng cách đến Mặt Trời của một tiểu hành tinh, trong khi các đơn vị khác được sử dụng ở những mức khoảng cách thiên văn học khác nhau. Đơn vị thiên văn là quá nhỏ để có thể sử dụng thuận tiện cho khoảng cách liên sao và lớn hơn, nơi mà đơn vị parsec và năm ánh sáng được sử dụng. Parsec (thị sai giây cung) được xác định theo đơn vị thiên văn, là khoảng cách của một vật thể với thị sai bằng 1 giây cung. Năm ánh sáng thường được sử dụng trong phổ biến khoa học, nhưng không phải là đơn vị SI được phê chuẩn và hiếm khi các nhà thiên văn chuyên nghiệp sử dụng.

## Lịch sử
Theo Archimedes viết trong tiểu luận đếm số hạt cát (2.1), Aristarchus của Samos ước tính khoảng cách đến Mặt Trời xấp xỉ 10000 lần bán kính của Trái Đất (giá trị thực sự vào khoảng 23000). Tuy nhiên, trong cuốn Về kích thước và khoảng cách đến Mặt Trời và Mặt Trăng, cuốn sách được cho là do Aristarchus viết, nói rằng ông tính khoảng cách đến Mặt Trời từ 18 đến 20 lần khoảng cách đến Mặt Trăng, trong khi tỉ số thực sự vào khoảng 389,174. Ước lượng về sau dựa trên góc giữa pha bán nguyệt và Mặt Trời, mà ông ước tính bằng 87° (giá trị thực sự nằm gần 89,853°). Phụ thuộc vào khoảng cách này, Van Helden giả thiết Aristarchus đã sử dụng khoảng cách này đến Mặt Trăng, ông tính toán khoảng cách đến Mặt Trời bằng từ 380 đến 1520 lần bán kính Trái Đất.
Theo như Eusebius thành Caesarea trong Praeparatio Evangelica (Sách XV, chương 53), Eratosthenes tìm thấy khoảng cách đến Mặt Trời khi ông viết "σταδιων μυριαδας τετρακοσιας και οκτωκισμυριας" (dịch nghĩa "bằng của 400 vạn và 80000 stadia") nhưng có thêm lưu ý là trong văn tự Hy Lạp sự tương hợp về ngữ pháp (grammatical agreement) giữa vạn (không phải stadia) trên một vế và cả 400 và 80000 trên vế kia, như trong tiếng Hy Lạp, không giống như tiếng Anh, cả ba từ (hoặc cả bốn từ nếu gộp cả stadia) đã bị biến tố (inflection). Do vậy có thể dịch là 4080000 stadia (dịch bởi Edwin Hamilton Gifford năm 1903), hoặc bằng 804000000 stadia (bởi Édouard des Places giai đoạn 1974–1991). Sử dụng sân vận động Hy Lạp kích thước 185 đến 190 mét, khoảng cách theo cách dịch đầu tiên tương ứng với độ dài 754800 km đến 775200 km, mà quá nhỏ so với thực tế, trong khi cách dịch thứ hai tương ứng với 148,7 đến 152,8 triệu kilômét (độ chính xác trong phạm vi 2%). Hipparchus cũng thử tính khoảng cách từ Trái Đất đến Mặt Trời, mà như Pappus nói rằng ông tính ra bằng 490 lần bán kính Trái Đất. Theo như phỏng đoán tái dựng lại bởi Noel Swerdlow và G. J. Toomer, Hipparchus thu được kết quả này từ quan sát thị sai Mặt Trời với giá trị bằng 7 cung phút.
Trong quyển Chu bễ toán kinh (khoảng thế kỷ 1 TCN) của Trung Hoa, đã chỉ ra cách tính bằng hình học khoảng cách đến Mặt Trời, sử dụng các độ dài khác nhau của bóng chiều tà quan sát tại ba nơi khác nhau cách nhau 1000 lý và giả thiết Trái Đất phẳng.
| Khoảng cách đến Mặt Trời ước lượng bằng                                  | Ước tính         | Ước tính          | theo AU     |
| Khoảng cách đến Mặt Trời ước lượng bằng                                  | Thị sai Mặt Trời | Bán kính Trái Đất | theo AU     |
| ------------------------------------------------------------------------ | ---------------- | ----------------- | ----------- |
| Archimedes (thế kỷ 3 TCN) (trong tác phẩm Đếm hạt cát)                   | 40″              | 10000             | 0,426       |
| Aristarchus (thế kỷ 3 TCN) (trong tác phẩm Về kích thước và khoảng cách) | –                | 380-1520          | 0,016-0,065 |
| Hipparchus (thế kỷ 2 TCN)                                                | 7′               | 490               | 0,021       |
| Posidonius (thế kỷ 1 TCN) (trích dẫn bởi Cleomedes)                      | –                | 10000             | 0,426       |
| Ptolemy (thế kỷ 2)                                                       | 2′ 50″           | 1210              | 0,052       |
| Godefroy Wendelin (1635)                                                 | 15″              | 14000             | 0,597       |
| Jeremiah Horrocks (1639)                                                 | 15″              | 14000             | 0,597       |
| Christiaan Huygens (1659)                                                | 8,6″             | 24000             | 1,023       |
| Cassini & Richer (1672)                                                  | 91/2″            | 21700             | 0,925       |
| Jérôme Lalande (1771)                                                    | 8,6″             | 24000             | 1,023       |
| Simon Newcomb (1895)                                                     | 8,80″            | 23440             | 0,9994      |
| Arthur Hinks (1909)                                                      | 8,807″           | 23420             | 0,9985      |
| H. Spencer Jones (1941)                                                  | 8,790″           | 23466             | 1,0005      |
| Thiên văn học hiện đại                                                   | 8794143″         | 23455             | 1,0000      |
| Nguồn:                                                                   |                  |                   |             |

Ở thế kỷ 2, Ptolemy ước tính khoảng cách trung bình đến Mặt Trời bằng 1210 lần bán kính Trái Đất. Để xác định giá trị này, Ptolemy bắt đầu bằng cách đo thị sai của Mặt Trăng, ông tìm thấy thị sai Mặt Trăng theo đường chân trời bằng 1° 26′, một giá trị quá lớn. Sau đó ông dẫn ra khoảng cách lớn nhất đến Mặt Trăng bằng 641/6 lần bán kính Trái Đất. Bởi vì các sai số loại bỏ nhau trong cách tính toán của ông về thị sai, lý thuyết của ông về quỹ đạo Mặt Trăng, và những yếu tố khác, kết quả ông thu được giá trị xấp xỉ. Tiếp theo ông đo kích thước biểu kiến của Mặt Trời và Mặt Trăng và đi đến kết luận là đường kính biểu kiến của Mặt Trời bằng đường kính biểu kiến của Mặt Trăng khi Mặt Trăng ở vị trí xa Trái Đất nhất, và từ những tài liệu về nguyệt thực còn lưu lại, ông ước tính ra đường kính biểu kiến này, cũng như đường kính biểu kiến của nón bóng tối của Trái Đất quét qua Mặt Trăng trong thời gian xảy ra nguyệt thực. Dựa trên những dữ liệu này, khoảng cách từ Trái Đất đến Mặt Trời có thể tính bằng lượng giác và cho giá trị bằng 1210 lần bán kính Trái Đất. Kết quả này cho tỷ số khoảng cách đến Mặt Trời và Mặt Trăng xấp xỉ bằng 19, khớp với con số của Aristarchus. Mặc dù thủ tục tính của Ptolemy có thể thực hiện được về mặt lý thuyết, nó rất nhạy với một sự thay đổi nhỏ trong dữ liệu, do vậy chỉ một phép đo cho sai số vài phần trăm sẽ dẫn tới khoảng cách đến Mặt Trời có thể lớn vô hạn.
Sau khi kiến thức về thiên văn học của người Hy Lạp cổ đại truyền đến thế giới Hồi giáo ở trung đông, các nhà thiên văn đã thay đổi mô hình của Ptolemy về vũ trụ, nhưng đã không thay đổi nhiều về ước tính của ông cho khoảng cách Trái Đất - Mặt Trời. Ví dụ, trong cuốn sách viết về thiên văn học Ptolemy, al-Farghānī đưa ra khoảng cách trung bình bằng 1170 lần bán kính Trái Đất, trong khi ở cuốn zij, al-Battānī sử dụng khoảng cách trung bình đến Mặt Trời bằng 1108 lần bán kính Trái Đất. Các nhà thiên văn học về sau, như al-Bīrūnī cũng sử dụng giá trị tương tự. Sau này ở châu Âu, Copernicus và Tycho Brahe cũng đã sử dụng các con số tương tự (1142 và 1150 lần bán kính Trái Đất), do vậy kết quả tính khoảng cách Trái Đất - Mặt Trời của Ptolemy tồn tại cho đến tận thế kỷ 16.
Johannes Kepler là người đầu tiên nhận ra rằng ước lượng của Ptolemy cho giá trị quá thấp (mà theo như Kepler, ít nhất nhỏ hơn 3 lần) khi ông nêu trong cuốn Rudolphine Tables (1627). Những định luật của Kepler cho phép các nhà thiên văn tính được khoảng cách tương đối của các hành tinh đến Mặt Trời, và làm khơi lại mối quan tâm đến việc xác định giá trị chính xác khoảng cách từ Trái Đất đến Mặt Trời (mà có thể áp dụng cho các hành tinh khác). Với phát minh ra kính thiên văn cho phép đo lường chính xác hơn góc thị sai bé mà mặt người không nhận ra được. Nhà thiên văn Godefroy Wendelin đã lặp lại các phép đo của Aristarchus vào năm 1635, và ông nhận thấy giá trị của Ptolemy thấp hơn ít nhất 11 lần.
Ước lượng chính xác hơn có thể thu được thông qua quan sát sự đi qua của Sao Kim. Bằng cách đo sự đi ngang qua ở hai nơi khác nhau, các nhà thiên văn có thể tính chính xác thị sai của Sao Kim và khoảng cách tương đối từ Trái Đất và Sao Kim đến Mặt Trời, cũng như tính được thị sai Mặt Trời α (mà không thể đo được một cách trực tiếp). Jeremiah Horrocks đã nỗ lực ước tính dựa trên quan sát của ông vào lần Sao Kim đi ngang qua Mặt Trời vào năm 1639 (công bố năm 1662), ông thu được thị sai Mặt Trời là 15 giây cung, tương tự với con số của Wendelin. Thị sai Mặt Trời liên hệ với khoảng cách Mặt Trời - Trái Đất đo theo đơn vị bán kính Trái Đất bằng
{\displaystyle A={\cot \alpha }.}
Thị sai Mặt Trời nhỏ hơn, thì khoảng cách Trái Đất đến Mặt Trời lớn hơn: thị sai Mặt Trời 15" tương đương với khoảng cách Trái Đất - Mặt Trời bằng 13750 lần bán kính Trái Đất.
Christiaan Huygens tin rằng khoảng cách này thậm chí phải lớn hơn: bằng cách so sánh kích thước biểu kiến của Sao Kim với Sao Hỏa, ông ước tính giá trị này vào khoảng 24000 lần bán kính Trái Đất, tương ứng với giá trị thị sai Mặt Trời bằng 8,6". Mặc dù ước tính của Huygens là khá gần với giá trị hiện đại, các nhà lịch sử thiên văn học thường không kể tới tính toán của ông do ông đặt ra nhiều giả thiết không được chứng minh (và không đúng) để có thể tính toán kết quả; độ chính xác trong giá trị của ông dường như có sự may mắn hơn là một phép đo tốt, với rất nhiều sai số loại trừ nhau.

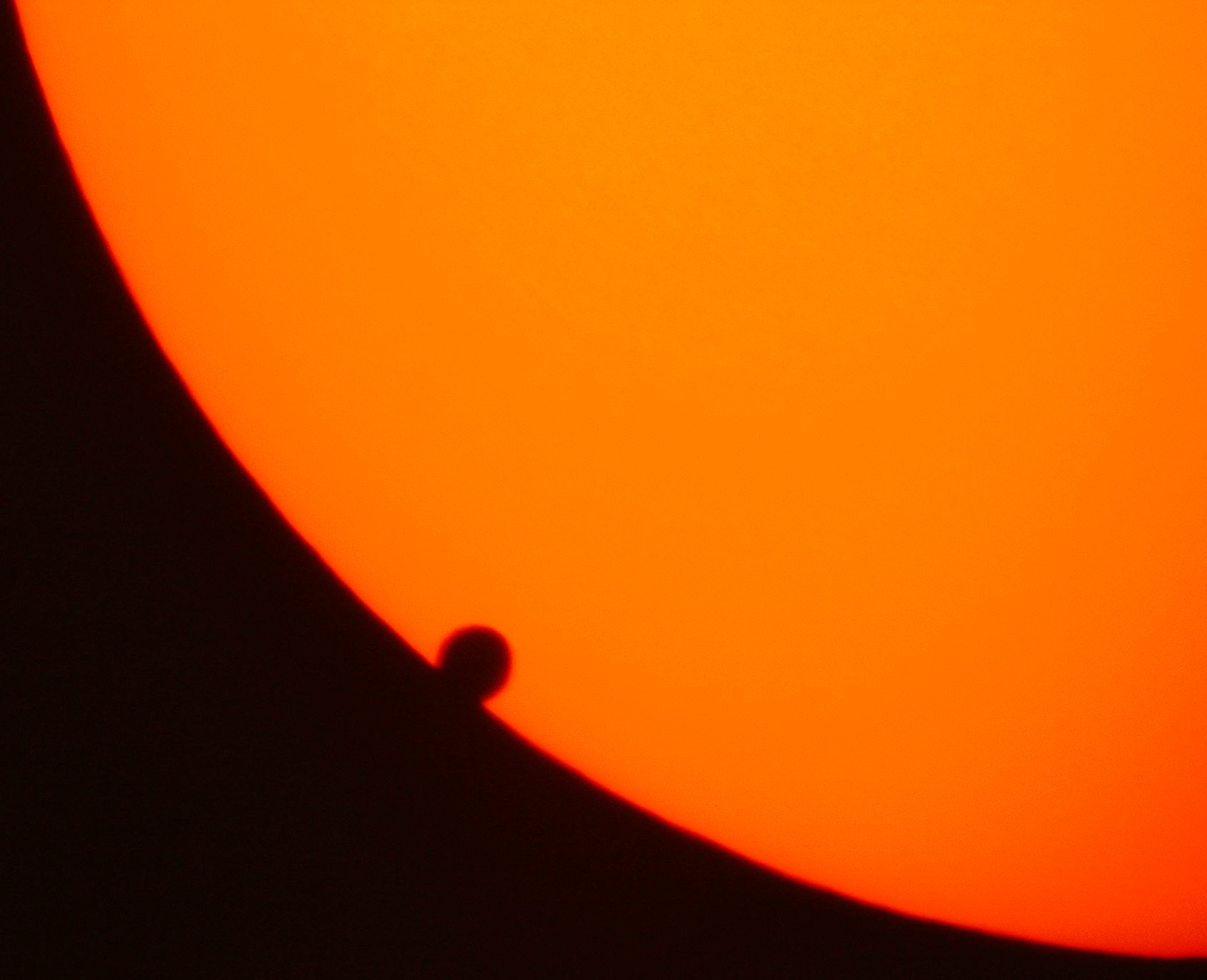
Quan sát sự đi qua của Sao Kim qua đĩa Mặt Trời, trong một thời gian dài, đây là phương pháp tốt nhất để xác định đơn vị thiên văn, mặc dù có những khó khăn (như ở đây là "hiệu ứng giọt đen") và sự hiếm có của hiện tượng này.

Jean Richer và Giovanni Domenico Cassini đã đo thị sai của Sao Hỏa ở hai nơi Paris và Cayenne ở Guyane thuộc Pháp khi Sao Hỏa nằm gần Trái Đất nhất vào năm 1672. Họ thu được thị sai Mặt Trời bằng 91/2", tương đương khoảng cách Trái Đất - Mặt Trời bằng 22000 lần bán kính Trái Đất. Họ cũng là những nhà thiên văn học đầu tiên sử dụng giá trị chính xác và tin cậy của bán kính Trái Đất, mà do đồng nghiệp của họ là Jean Picard đo được vào năm 1669 với bán kính Trái Đất bằng 3269 lần toise. Một nhà thiên văn khác, Ole Rømer, đã phát hiện ra ánh sáng có tốc độ hữu hạn vào năm 1676: tốc độ rất lớn mà nó thường được viết là thời gian cần thiết để ánh sáng di chuyển từ Mặt Trời đến Trái Đất, hoặc "thời gian ánh sáng trên một đơn vị khoảng cách", một cách dùng thuận tiện mà các nhà thiên văn vẫn còn sử dụng cho đến ngày nay.
Phương pháp tốt hơn để quan sát Sao Kim đi qua Mặt Trời được nhà thiên văn James Gregory đưa ra và công bố trong Optica Promata (1663). Phương pháp này được Edmond Halley ủng hộ mạnh mẽ và ông đã áp dụng để quan sát Sao Kim trong hai lần nó đi qua Mặt Trời vào các năm 1761 và 1769. Sau đó các nhà thiên văn đã lập lại phương pháp này trong lần quan sát năm 1874 và 1882. Hiện tượng Sao Kim đi qua Mặt Trời xuất hiện theo từng cặp, nhưng mỗi thế kỷ nhiều nhất chỉ có một cặp, và lần quan sát trong các năm 1761 và 1769 là một hoạt động khoa học quốc tế chưa từng có đến thời điểm đó. Mặc dù trong thời gian diễn ra chiến tranh Bảy Năm, hàng tá các nhà thiên văn đã đi đến các điểm quan sát trên thế giới với chi phí lớn và sự nguy hiểm tới tính mạng: một vài người thiệt mạng trong cuộc hành trình này. Các kết quả khác nhau được Jérôme Lalande tập hợp và so sánh để cho ra giá trị của thị sai Mặt Trời bằng 8,6″.
| Năm  | Phương pháp | A/Gm            | Độ bất định   |
| ---- | ----------- | --------------- | ------------- |
| 1895 | quang sai   | 149,25          | 0,12          |
| 1941 | thị sai     | 149,674         | 0,016         |
| 1964 | ra đa       | 149,5981        | 0,001         |
| 1976 | telemetry   | 149,597 870     | 0,000 001     |
| 2009 | telemetry   | 149,597 870 700 | 0,000 000 003 |

Một phương pháp khác bao gồm việc xác định hằng số quang sai. Simon Newcomb tập trung chủ yếu vào phương pháp này và dẫn ra giá trị được công nhận rộng rãi bằng 8,80″ của thị sai Mặt Trời (gần bằng với giá trị hiện đại 8794143″), mặc dù Newcomb cũng sử dụng dữ liệu từ lần Sao Kim đi qua Mặt Trời. Newcomb cũng hợp tác với A. A. Michelson để đo tốc độ ánh sáng bằng các thiết bị trên mặt đất; kết hợp với hằng số quang sai (mà được liên hệ với thời gian ánh sáng trên một đơn vị khoảng cách), phương pháp này đưa ra phép đo trực tiếp đầu tiên về khoảng cách Trái Đất - Mặt Trời theo ki lô mét. Giá trị của Newcomb cho thị sai Mặt Trời (và cho hằng số quang sai và hằng số hấp dẫn Gauss) được đưa vào hệ thống hằng số thiên văn quốc tế đầu tiên vào năm 1896, mà được sử dụng để tính toán lịch thiên văn cho đến tận năm 1964. Tên gọi "đơn vị thiên văn" xuất hiện lần đầu và được sử dụng từ năm 1903.
Sự khám phá ra tiểu hành tinh gần Trái Đất 433 Eros và thời điểm nó bay đến gần Trái Đất năm 1900–1901 đã cho phép cải thiện đáng kể phép đo thị sai. Cũng vì vậy mà một dự án quốc tế khác được tổ chức để đo thị sai của 433 Eros thực hiện vào năm 1930–1931.
Các đo đạc trực tiếp bằng ra đa về khoảng cách đến Sao Kim và Sao Hỏa bắt đầu từ thập kỷ 1960. Cùng với các đo lường cải thiện về tốc độ ánh sáng, các kết quả cho thấy giá trị đo của Newcomb về thị sai Mặt Trời và hằng số quang sai khớp với các số liệu về sau.

## Phát triển

Đơn vị thiên văn là cạnh dưới của tam giác dùng để đo thị sai (khoảng cách không theo tỷ lệ).

Khoảng cách đơn vị A (giá trị của đơn vị thiên văn đo bằng mét) được biểu diễn theo các hằng số thiên văn:
{\displaystyle A^{3}={\frac {GM_{\odot }D^{2}}{k^{2}}}}
với G là hằng số hấp dẫn Newton, M là khối lượng Mặt Trời, k là giá trị số của hằng số hấp dẫn Gauss và D là chu kỳ thời gian một ngày.
Mặt Trời liên tục mất khối lượng do bức xạ năng lượng và gió Mặt Trời, do đó quỹ đạo của các hành tinh dần dần mở rộng ra ngoài khỏi Mặt Trời. Một trong những điều này dẫn tới việc không thể sử dụng đơn vị thiên văn như là đơn vị cơ bản trong lĩnh vực thiên văn chuyên nghiệp.
Do tốc độ ánh sáng được định nghĩa chính xác trong hệ đơn vị SI và hằng số hấp dẫn Gauss k được cố định trong hệ thống các đơn vị thiên văn, việc đo thời gian ánh sáng trên đơn vị khoảng cách tương đương chính xác với việc đo giá trị của tích GM trong hệ SI. Từ đây, có thể lập lịch thiên văn hoàn toàn dựa trên hệ đơn vị SI, mà đã dần trở thành một tiêu chuẩn.
Phân tích đo lường bức xạ thực hiện năm 2004 đối với các hành tinh vòng trong hệ Mặt Trời cho thấy biến thiên thế kỷ (secular variation) trong khoảng cách đơn vị lớn hơn nhiều so với ảnh hưởng từ bức xạ Mặt Trời, bằng +15±4 mét trên thế kỷ.
Đo lường biến thiên thế kỷ của đơn vị thiên văn chưa được xác nhận bởi các nhà thiên văn khác và vẫn còn là một chủ đề tranh cãi. 
Hơn nữa, từ năm 2010, đơn vị thiên văn vẫn chưa được ước tính bởi lịch hành tinh.